# Prêmio Contigo
Les Prêmio Contigo sont des récompenses de cinéma et de télévision brésiliennes décernées chaque année depuis 1996 par la revue Contigo! (pt).
La version pour la télévision est remise depuis 1996 ; celle pour le cinéma s'est tenue de 2006 à 2012.

## Catégories de récompense

### Télévision
- Meilleure telenovela (Melhor Novela)
- Meilleur acteur de telenovela (Melhor Ator de Novela)
- Meilleure actrice de telenovela (Melhor Atriz de Novela)
- Meilleur acteur dans un second rôle (Melhor Ator coadjuvante)
- Meilleure actrice dans un second rôle (Melhor Atriz coadjuvante)

- Meilleure série ou mini-série (Melhor Série ou Minissérie)
- Meilleur acteur de série ou mini-série (Melhor Ator de Série ou Minissérie)
- Meilleure actrice de série ou mini-série (Melhor Atriz de Série ou Minissérie)

- Meilleur espoir masculin (Melhor Ator Infantil)
- Meilleur espoir féminin (Melhor Atriz Infantil)
- Meilleure révélation (Melhor Revelação da TV)

- Meilleur réalisateur de telenovela (Melhor Diretor de Novela)
- Meilleur scénariste de telenovela (Melhor Autor de Novela)

### Cinéma
- Meilleur film (Melhor filme)
- Meilleur réalisateur (Melhor diretor)
- Meilleur acteur (Melhor ator)
- Meilleure actrice (Melhor atriz)
- Meilleur acteur dans un second rôle (Melhor ator coadjuvante)
- Meilleure actrice dans un second rôle (Melhor atriz coadjuvante)

- Meilleur scénario (Melhor roteiro)
- Meilleure photographie (Melhor fotografia)
- Meilleurs costumes (Melhor figurino)
- Meilleure bande originale (Melhor trilha sonora)

- Meilleur film documentaire (Melhor documentário)
- Meilleur réalisateur de documentaire (Melhor diretor - Documentário)

- Prix du public :
  - Meilleur film (Melhor filme)
  - Meilleur acteur (Melhor ator)
  - Meilleure actrice (Melhor atriz)
  - Meilleur acteur dans un second rôle (Melhor ator coadjuvante)
  - Meilleure actrice dans un second rôle (Melhor atriz coadjuvante)